# Jay Gorney
Abraham Jacob Gornetzsky (Białystok, 12 de diciembre de 1896-Nueva York, 14 de junio de 1990), más conocido como Jay Gorney, fue un compositor estadounidense, reconocido principalmente por haber escrito la canción «Brother, Can You Spare a Dime?» durante el periodo de la Gran Depresión.

## Biografía
Gorney nació en 1896 en Białystok. Cuando tenía nueve años, emigró con su familia a los Estados Unidos y se estableció en la ciudad de Detroit, Míchigan. Aunque logró un título como abogado en la Universidad de Míchigan en 1917, pero decidió mudarse a Nueva York para iniciar una carrera como compositor con el grupo de productores conocido como Tin Pan Alley.
Durante su carrera escribió una gran variedad de canciones, entre las que destacan «Baby, Take a Bow» para Shirley Temple, «Brother, Can You Spare a Dime?» (con Yip Harburg), «What Wouldn't I Do for That Man?» y «You're My Thrill», entre otras.
Falleció en Nueva York el 14 de junio de 1990, a los 93 años.